# Nueva Mayoría (Chili)
De Nueva Mayoría (Nederlands: Nieuwe Meerderheid) is een politieke alliantie in Chili van centrum, centrumlinkse en linkse politieke partijen.

## Geschiedenis
De Neuva Mayoría geldt als de opvolger van de Concertación, een alliantie die in 1988 werd opgericht door de Partido Socialista (Socialistische Partij), de Partido Demócrata Cristiano (Christendemocratische Partij) en de Partido Radical (Radicale Partij) en sinds die tijd tot aan de verkiezingen van 2009/2010 altijd aan de macht was. Het ontbeerde de Concertación gedurende haar bestaan alleen aan een meerderheid in de Senaat. De Concertación leverde in de periode 1990–2010 ook alle presidenten van het land. In 2013 kwam er een einde aan de Concertación, maar de socialisten en christendemocraten wilden hun samenwerking graag voortzetten. Wilde men echter weer aan de macht komen, dan was het wel noodzakelijk om het samenwerkingsverband te verbreden.
Op 27 maart 2013 kwam de Nueva Mayoría voor het eerste ter sprake, toen de afgevaardigden van de centrum en centrumlinkse partijen hun voorkeur uitspraken voor de kandidatuur Michelle Bachelet (PS) voor het presidentschap. Bachelet was van 2006 tot 2010 al eerder president van Chili geweest. Op 30 april werd de Nueva Mayoría formeel opgericht en sindsdien werden de pijlen gericht op de komende presidents- en parlementsverkiezingen. Interne verkiezingen wezen Bachelet op 30 juni 2013 met 73% van de stemmen aan als officiële presidentskandidaat.

Logo bij de verkiezingen van 2013

Bij de presidentsverkiezingen van 17 november 2013 behaalde Bachelet 46,70% van de stemmen. Zij behaalde hiermee de meeste stemmen van de overige acht kandidaten, maar geen meerderheid. Op 15 december 2013, tijdens de tweede ronde, nam Bachelet het op tegen Evelyn Matthei van de centrumrechtse Alianza. Matthei was bij de eerste ronde als tweede geëindigd met 25% van de stemmen. Bachelet won met 62,16% van haar rivaal Matthei, die 37,83% van de stemmen kreeg. Bachelet kon haar tweede termijn op 11 maart 2014 laten aanvangen.
De parlementsverkiezingen, die op dezelfde dag werden gehouden als de eerste ronde van de presidentsverkiezingen, leverde de Nueva Mayoría een meerderheid in zowel de Kamer van Afgevaardigden als de Senaat op.
In oktober 2018 werd Nueva Mayoría opgevolgd door Convergencia Progresista (ongeveer: Progressieve Toenadering).

## Deelnemende partijen

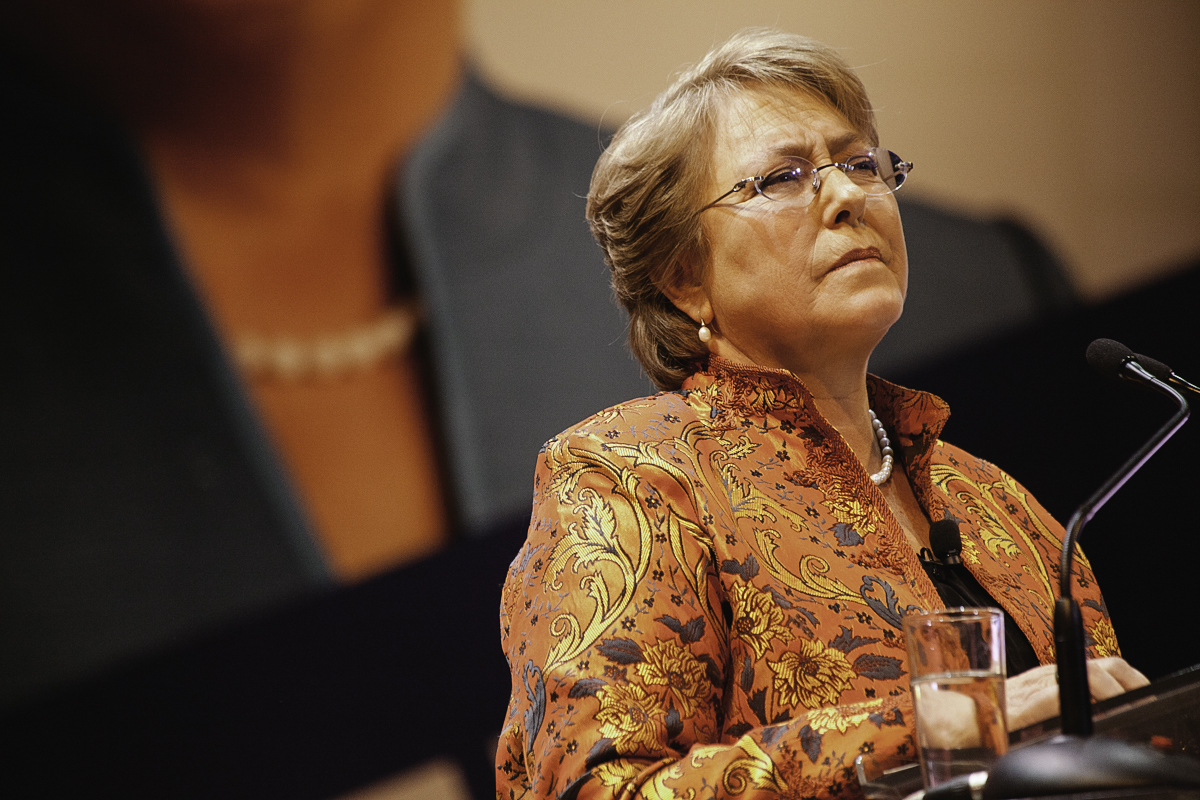
President Michelle Bachelet

De twee belangrijkste deelnemende partijen zijn de Partido Socialista, een moderne sociaaldemocratische partij en de Partido Demócrata Cristiano, een centrumgerichte christendemocratische partij. De PS is veruit de grootste en meest invloedrijke partij van de twee. Op sommige punten verloopt de samenwerking tussen de seculiere socialisten en de confessionele christendemocraten wat moeizaam, maar over het algemeen kunnen de partijen het goed met elkaar vinden. Men werkt immers al meer dan 25 jaar intensief samen.
Naast de PS en de PDC zijn ook de centrumlinkse Partido por la Democracia (Partij voor de Democratie) en de sociaaldemocratische en linksliberale Partido Radical Socialdemócrata (Sociaaldemocratische Radicale Partij) belangrijke spelers binnen de Nueva Mayoría.
Sinds haar oprichting in 2013 neemt de Partido Comunista (Communistische Partij) deel uit van de Nueva Mayoría. Voorheen werkten de communisten nooit samen met de socialisten en christendemocraten. De communisten vormden voorheen met de Izquierda Ciudadana (Linkse Burgers), de PRSD en de PPD de coalitie Por un Chile justo (Voor een Rechtvaardig Chili). Met de communisten traden ook de andere partijen van Por un Chile justo toe tot de Nueva Mayoría.
Enkele kleinere, meestal linkse, partijen zijn ook lid van de coalitie.
De coalitie werd ontbonden 11 maart 2018, nadat de regering van president Bachelet was geëindigd, na de harde verkiezingsnederlaag van 2017, waarin het centrumrechtsblok het presidentschap van Chili hervatte, met Sebastian Piñera als leider.
| Partij                          | Voorzitter          | Vorige coalitie (<2013)  |
| ------------------------------- | ------------------- | ------------------------ |
| Partido Socialista              | Osvaldo Andrade     | Concertación Democrática |
| Partido Demócrata Cristiano     | Ignacio Walker      | Concertación Democrática |
| Partido por la Democracia       | Jaime Quintana      | Por un Chile justo       |
| Partido Radical Socialdemócrata | José Antonio Gómez  | Por un Chile justo       |
| Izquierda Ciudadana             | Víctor Osorio Reyes | Por un Chile justo       |
| Partido Comunista               | Guillermo Teillier  | Por un Chile justo       |
| Movimiento Amplio Social        | Alejandro Navarro   | Mas Humanos              |

## Verkiezingsuitslagen

### Presidentsverkiezingen
| Alliantie     | 2013                                    |
| Nueva Mayoría | 46,7 % (62,16 %) (Bachelet, PS)         |
| Alianza       | 25,03 % (37,83 %) (Evelyn Matthei, UDI) |

### Parlementsverkiezingen
| Alliantie     | 2013         |
| Nueva Mayoría | 67 (47,71 %) |

| Alliantie     | 2013         |
| Nueva Mayoría | 21 (50,63 %) |